# Torneio Apertura 2017 (Colômbia)
O Torneio Apertura 2017 ou Liga Águila 2017 - I foi a 85ª edição da Categoría Primera A, sendo o primeiro torneio da temporada 2017. As vinte equipes se enfrentaram em sistema de todos contra todos apenas uma vez. Além disso, uma rodada de clássicos foi acrescentada para que houvesse 20 rodadas disputadas. Ao fim dessas rodadas, as oito melhores equipes avançaram às quartas-de-final, fase a partir da qual os clubes se enfrentaram em jogos de ida e volta. O campeão foi o Atlético Nacional, que conquistou seu 16º título e garantiu uma vaga na fase de grupos da Copa Libertadores da América de 2018.

## Promovidos e Rebaixados
| Promovidos da Primera B 2016                |
| ------------------------------------------- |
| América de Cali (Campeão da Primera B 2016) |
| Tigres (Vice-campeão da Primera B 2016)     |

| Rebaixados da Primera A 2016                          |
| ----------------------------------------------------- |
| Fortaleza (Pior média acumulada na Primera A 2016)    |
| Boyacá Chicó (Pior média acumulada na Primera A 2016) |

## Participantes

### Número de equipes por departamento
| Posição | Departamento    | Nº de equipes | Equipes                                                                |
| ------- | --------------- | ------------- | ---------------------------------------------------------------------- |
| 1       | Antioquia       | 4             | Atlético Nacional, Envigado, Independiente Medellín e Rionegro Águilas |
| 1       | Cundinamarca    | 4             | La Equidad, Millonarios, Santa Fe e Tigres                             |
| 3       | Valle del Cauca | 3             | América de Cali, Cortuluá e Deportivo Cali                             |
| 4       | Santander       | 2             | Alianza Petrolera e Atlético Bucaramanga                               |
| 5       | Atlántico       | 1             | Atlético Junior                                                        |
| 5       | Boyacá          | 1             | Patriotas Boyacá                                                       |
| 5       | Caldas          | 1             | Once Caldas                                                            |
| 5       | Córdoba         | 1             | Jaguares de Córdoba                                                    |
| 5       | Huila           | 1             | Atlético Huila                                                         |
| 5       | Nariño          | 1             | Deportivo Pasto                                                        |
| 5       | Tolima          | 1             | Deportes Tolima                                                        |

## Participantes
| Equipe                 | Cidade          | Região           | No ano anterior                                                        | Estádio                                | Capacidade | Títulos                                                                                           | Participações |
| ---------------------- | --------------- | ---------------- | ---------------------------------------------------------------------- | -------------------------------------- | ---------- | ------------------------------------------------------------------------------------------------- | ------------- |
| Atlético Nacional      | Medellín        | Antioquia        | Semifinais                                                             | Estádio Atanasio Girardot              | 40.933     | 15 (último em 2015 - Finalización)                                                                | 85            |
| Millionários           | Bogotá          | Distrito Capital | Quartas de Final                                                       | Estádio El Campín                      | 62.000     | 14 (último em 2012 - Finalización)                                                                | 85            |
| Independiente Santa Fe | Bogotá          | Distrito Capital | Campeão                                                                | Estádio El Campín                      | 62.000     | 8 (1948, 1958, 1960, 1966, 1971, 1975, 2012 - Apertura, 2014 - Finalización, 2016 - Finalización) | 85            |
| Deportivo Cali         | Cali            | Valle del Cauca  | Primeira Fase                                                          | Estádio Deportivo Cali                 | 50.000     | 8 (1965, 1967, 1969, 1970, 1974, 1995-96, 1998, 2005 - Finalización, 2015 - Apertura)             | 82            |
| Once Caldas            | Manizales       | Caldas           | Primeira Fase                                                          | Estádio Palogrande                     | 20.000     | 3 (2003 - Apertura, 2009 - Apertura, 2010 - Finalización)                                         | 71            |
| Junior                 | Barranquilla    | Atlántico        | Primeira Fase                                                          | Estádio Metropolitano Roberto Meléndez | 46.692     | 7 (1977, 1980, 1993, 1995, 2004 - Finalización, 2010 - Apertura, 2011 - Finalización)             | 72            |
| Independiente          | Medellín        | Antioquia        | Quartas de Final                                                       | Estádio Atanasio Girardot              | 40.933     | 5 (1955, 1957, 2002 - Finalización, 2004 - Apertura, Finalización - 2009, 2016 - Apertura)        | 81            |
| Tolima                 | Ibagué          | Tolima           | Vice Campeão                                                           | Estádio Manuel Murillo Toro            | 31.000     | 1 (2003 - Finalización)                                                                           | 81            |
| Atlético Huila         | Neiva           | Huila            | Primeira Fase                                                          | Estádio Guillermo Plazas Alcid         | 27.000     | 0 (não possui)                                                                                    | 39            |
| La Equidad             | Bogotá          | Distrito Capital | Primeira Fase                                                          | Estádio Metropolitano de Techo         | 15.000     | 0 (não possui)                                                                                    | 21            |
| Envigado               | Envigado        | Antioquia        | Primeira Fase                                                          | Estádio Polideportivo Sur              | 12.000     | 0 (não possui)                                                                                    | 39            |
| Rionegro Águilas       | Rionegro        | Antioquia        | Primeira Fase                                                          | Estádio Alberto Grisales               | 12.000     | 0 (não possui)                                                                                    | 13            |
| Deportivo Pasto        | Pasto           | Nariño           | Primeira Fase                                                          | Estádio Departamental Libertad         | 20.700     | 1 (2006 - Apertura)                                                                               | 30            |
| Patriotas              | Tunja           | Boyacá           | Quartas de Final                                                       | Estádio La Independencia               | 21.000     | 0 (não possui)                                                                                    | 11            |
| Alianza Petrolera      | Barrancabermeja | Santander        | Primeira Fase                                                          | Estádio Daniel Villa Zapata            | 8.000      | 0 (não possui)                                                                                    | 9             |
| Cortuluá               | Tuluá           | Valle del Cauca  | Primeira Fase                                                          | Estádio Doce de Octubre                | 16.000     | 0 (não possui)                                                                                    | 20            |
| Jaguares               | Montería        | Córdoba          | Primeira Fase                                                          | Estádio Jaraguay                       | 10.000     | 0 (não possui)                                                                                    | 5             |
| Atlético Bucaramanga   | Bucaramanga     | Santander        | Semifinais                                                             | Estádio Alfonso López                  | 25.000     | 0 (não possui)                                                                                    | 65            |
| Tigres                 | Soacha          | Cundinamarca     | Acesso pelo Campeonato Colombiano de Futebol de 2016 - Segunda Divisão | Estádio Metropolitano de Techo         | 15.000     | 0 (não possui)                                                                                    | 1             |
| América                | Cali            | Valle del Cauca  | Acesso pelo Campeonato Colombiano de Futebol de 2016 - Segunda Divisão | Estádio Olímpico Pascual Guerrero      | 45.000     | 13 ( último em 2002 - Apertura)                                                                   | 74            |

## Classificação
Atualizado até 15 de junho de 2017
| Pos | Equipes                | Pts | J  | V  | E | D  | GM | GS | SG  | Classificação ou rebaixamento          |
| --- | ---------------------- | --- | -- | -- | - | -- | -- | -- | --- | -------------------------------------- |
| 1   | Atlético Nacional      | 49  | 20 | 15 | 4 | 1  | 33 | 9  | 24  | Classificados para as quartas de final |
| 2   | Independiente Medellín | 42  | 20 | 13 | 3 | 4  | 35 | 23 | 12  | Classificados para as quartas de final |
| 3   | Deportivo Pasto        | 35  | 20 | 10 | 5 | 5  | 31 | 20 | 11  | Classificados para as quartas de final |
| 4   | Millonarios            | 33  | 20 | 10 | 3 | 7  | 29 | 17 | 12  | Classificados para as quartas de final |
| 5   | Jaguares               | 31  | 20 | 8  | 7 | 5  | 18 | 16 | 2   | Classificados para as quartas de final |
| 6   | Deportivo Cali         | 30  | 20 | 7  | 9 | 4  | 27 | 20 | 7   | Classificados para as quartas de final |
| 7   | América de Cali        | 29  | 20 | 8  | 5 | 7  | 26 | 21 | 5   | Classificados para as quartas de final |
| 8   | Atlético Bucaramanga   | 29  | 20 | 8  | 5 | 7  | 16 | 17 | -1  | Classificados para as quartas de final |
| 9   | Santa Fe               | 28  | 20 | 7  | 7 | 6  | 16 | 20 | -4  |                                        |
| 10  | Alianza Petrolera      | 27  | 20 | 7  | 6 | 7  | 24 | 24 | 0   |                                        |
| 11  | Patriotas              | 24  | 20 | 5  | 9 | 6  | 17 | 18 | -1  |                                        |
| 12  | Junior de Barranquilla | 23  | 20 | 6  | 5 | 9  | 25 | 26 | -1  |                                        |
| 13  | La Equidad             | 23  | 20 | 5  | 8 | 7  | 15 | 18 | -3  |                                        |
| 14  | Águilas Doradas        | 9   | 20 | 4  | 9 | 7  | 14 | 21 | -7  |                                        |
| 15  | Atlético Huila         | 21  | 20 | 6  | 3 | 11 | 16 | 25 | -9  |                                        |
| 16  | Once Caldas            | 21  | 20 | 5  | 6 | 9  | 18 | 29 | -11 |                                        |
| 17  | Deportes Tolima        | 21  | 20 | 5  | 5 | 10 | 24 | 28 | -4  |                                        |
| 18  | Tigres                 | 19  | 20 | 4  | 7 | 9  | 11 | 23 | -12 |                                        |
| 19  | Envigado               | 18  | 20 | 4  | 6 | 10 | 18 | 26 | -8  |                                        |
| 20  | Cortuluá               | 18  | 20 | 4  | 6 | 10 | 19 | 31 | -12 |                                        |

## Confrontos
Atualizado em 13 de fevereiro de 2017
|                        | APE | AME | BUC | HUI | NAC | COR | TOL | CAL | PAS | ENV | DIM | JAG | JUN | EQU | MIL | ONC | PAT | RIO | SFE | TIG |
| ---------------------- | --- | --- | --- | --- | --- | --- | --- | --- | --- | --- | --- | --- | --- | --- | --- | --- | --- | --- | --- | --- |
| Alianza Petrolera      | —   |     | 1–2 |     |     |     | 2–1 |     |     |     |     |     |     |     |     |     |     |     |     |     |
| América de Cali        |     | —   |     |     |     |     |     |     |     |     |     |     | 3–1 |     |     |     |     | 0–0 |     |     |
| Atlético Bucaramanga   |     |     | —   |     | 0–1 |     |     |     |     |     |     |     |     |     |     |     |     |     |     |     |
| Atlético Huila         |     |     |     | —   |     |     |     |     |     |     | 2–1 |     |     |     |     |     | 1–1 |     |     |     |
| Atlético Nacional      |     |     |     |     | —   |     |     |     |     |     |     |     |     |     |     |     |     | 3–0 |     |     |
| Cortuluá               |     |     |     |     |     | —   |     |     | 0–4 |     |     |     |     |     |     |     | 0–0 |     |     |     |
| Deportes Tolima        |     | 2–1 |     |     |     |     | —   |     |     |     |     |     |     |     |     |     |     |     |     |     |
| Deportivo Cali         |     |     |     | 4–0 |     |     |     | —   |     |     |     |     |     |     |     |     |     |     |     |     |
| Deportivo Pasto        |     |     |     |     |     |     |     |     | —   |     |     |     |     | 1–1 |     |     |     |     |     |     |
| Envigado               |     |     |     |     |     |     |     | 2–0 |     | —   |     |     |     |     |     |     |     |     | 0–1 |     |
| Independiente Medellín |     |     |     |     |     |     |     |     |     | 2–1 | —   |     |     |     |     |     |     |     |     |     |
| Jaguares               |     |     |     |     |     |     | 1–0 |     |     |     |     | —   |     | 0–2 |     |     |     |     |     |     |
| Junior                 |     |     |     |     |     |     |     |     |     |     |     | 0–0 | —   |     |     |     |     |     |     |     |
| La Equidad             |     |     |     |     |     |     |     |     |     |     |     |     | 1–0 | —   |     |     |     |     |     |     |
| Millonarios            |     |     | 3–0 |     |     |     |     |     |     |     | 1–2 |     |     |     | —   |     |     |     |     |     |
| Once Caldas            |     |     |     |     |     |     |     | 0–2 |     |     |     |     |     |     |     | —   |     |     |     | 0–0 |
| Patriotas              |     |     |     |     |     |     |     |     |     |     |     |     |     |     |     | 2–0 | —   |     |     |     |
| Rionegro Águilas       | 0–0 |     |     |     |     |     |     |     |     |     |     |     |     |     |     |     |     | —   |     |     |
| Santa Fe               |     |     |     |     |     |     |     |     |     |     |     |     |     |     | 2–1 |     |     |     | —   |     |
| Tigres                 |     |     |     |     |     | 1–0 |     |     |     |     |     |     |     |     |     |     |     |     |     | —   |

| Vitória do mandante; Vitória do visitante; Empate. | Em negrito os jogos "clássicos". |

## Desempenho
Clubes que lideraram o campeonato ao final de cada rodada:
| 1   | 2   | 3   | 4   | 5   | 6   | 7   | 8   | 9   | 10  | 11  | 12  | 13  | 14  | 15  | 16  | 17  | 18  | 19  | 20  |
| PAS | DIM | PAS | CAL | PAS | DIM | DIM | DIM | DIM | DIM | ATN | ATN | ATN | ATN | ATN | ATN | ATN | ATN | ATN | ATN |

Clubes que ficaram na última posição do campeonato ao final de cada rodada:
| 1   | 2   | 3   | 4   | 5   | 6   | 7   | 8   | 9   | 10  | 11  | 12  | 13  | 14  | 15  | 16  | 17  | 18  | 19  | 20  |
| COR | COR | JUN | JUN | JUN | JUN | JUN | JUN | JUN | HUI | COR | JUN | COR | COR | ENV | ENV | ENV | COR | COR | COR |

## Fase final
|  | Quartas de final | Quartas de final       | Quartas de final | Quartas de final | Quartas de final |   |                 | Semifinal         | Semifinal | Semifinal | Semifinal | Semifinal |  |  | Final    | Final             | Final | Final | Final |
|  |                  |                        |                  |                  |                  |   |                 |                   |           |           |           |           |  |  |          |                   |       |       |       |
|  | Colômbia         | Atlético Nacional      | 3                | 3                | 6                |   |                 |                   |           |           |           |           |  |  |          |                   |       |       |       |
|  | Colômbia         | Jaguares               | 2                | 2                | 3                |   |                 |                   |           |           |           |           |  |  |          |                   |       |       |       |
|  | Colômbia         | Jaguares               | 2                | 2                | 3                |   | Colômbia        | Atlético Nacional | 0         | 1         | 1         |           |  |  |          |                   |       |       |       |
|  |                  |                        |                  |                  |                  |   | Colômbia        | Atlético Nacional | 0         | 1         | 1         |           |  |  |          |                   |       |       |       |
|  |                  | Colômbia               | Millonarios      | 0                | 0                | 0 |                 |                   |           |           |           |           |  |  |          |                   |       |       |       |
|  | Colômbia         | Colômbia               | Millonarios      | 0                | 0                | 0 | Millonarios     | 2                 | 2         | 4         |           |           |  |  |          |                   |       |       |       |
|  | Colômbia         |                        |                  |                  |                  |   | Millonarios     | 2                 | 2         | 4         |           |           |  |  |          |                   |       |       |       |
|  | Colômbia         | Atlético Bucaramanga   | 2                | 0                | 2                |   |                 |                   |           |           |           |           |  |  |          |                   |       |       |       |
|  |                  |                        |                  |                  |                  |   |                 |                   |           |           |           |           |  |  | Colômbia | Atlético Nacional | 0     | 5     | 5     |
|  |                  |                        | Colômbia         | Deportivo Cali   | 2                | 1 | 3               |                   |           |           |           |           |  |  |          |                   |       |       |       |
|  | Colômbia         | Independiente Medellín | 1                | 3                | 4                |   |                 |                   |           |           |           |           |  |  |          |                   |       |       |       |
|  | Colômbia         | Deportivo Cali         | 4                | 1                | 5                |   |                 |                   |           |           |           |           |  |  |          |                   |       |       |       |
|  | Colômbia         | Deportivo Cali         | 4                | 1                | 5                |   | Colômbia        | Deportivo Cali    | 0         | 2         | 2         |           |  |  |          |                   |       |       |       |
|  |                  |                        |                  |                  |                  |   | Colômbia        | Deportivo Cali    | 0         | 2         | 2         |           |  |  |          |                   |       |       |       |
|  |                  | Colômbia               | América de Cali  | 0                | 0                | 0 |                 |                   |           |           |           |           |  |  |          |                   |       |       |       |
|  | Colômbia         | Colômbia               | América de Cali  | 0                | 0                | 0 | Deportivo Pasto | 0                 | 0         | 0         |           |           |  |  |          |                   |       |       |       |
|  | Colômbia         |                        |                  |                  |                  |   | Deportivo Pasto | 0                 | 0         | 0         |           |           |  |  |          |                   |       |       |       |
|  | Colômbia         | América de Cali        | 0                | 1                | 1                |   |                 |                   |           |           |           |           |  |  |          |                   |       |       |       |

## Campeão
| Campeão Colombiano Apertura 2017                  |
| ------------------------------------------------- |
| Atlético Nacional (Medellín) (16º título) Campeão |

## Estatísticas
| Pos. | Jogador         | Equipe            | Gols |
| ---- | --------------- | ----------------- | ---- |
| 1    | Yamilson Rivera | Deportivo Pasto   | 6    |
| 1    | César Arias     | Alianza Petrolera | 6    |
| 3    | Dayro Moreno    | Atlético Nacional | 4    |
| 3    | Cristian Borja  | América de Cali   | 4    |
| 3    | Jefferson Duque | Deportivo Cali    | 4    |
| 3    | Edis Ibargüen   | Patriotas Boyacá  | 4    |
| 3    | Uvaldo Luna     | Patriotas Boyacá  | 4    |

| Pos. | Jogador           | Equipe                 | Assists. |
| ---- | ----------------- | ---------------------- | -------- |
| 1    | Juan Quintero     | Independiente Medellín | 4        |
| 2    | Christian Marrugo | Independiente Medellín | 3        |
| 2    | Henry Rojas       | Millonarios            | 3        |

### Hat-tricks
Atualizado em 10 de fevereiro de 2017.
| Jogador         | Para            | Contra         | Resultado | Data            |
| --------------- | --------------- | -------------- | --------- | --------------- |
| Fabián Sambueza | Deportivo Cali  | Atlético Huila | 4–0       | 8 de fevereiro  |
| Cristian Borja  | América de Cali | Junior         | 3–1       | 11 de fevereiro |